# Летняя интерлюдия
«Летняя интерлю́дия» (швед. Sommarlek, также известен под названием «Летняя игра») — чёрно-белый художественный фильм 1951 года режиссёра Ингмара Бергмана, романтическая драма. Сам Бергман и некоторые кинокритики называли данный фильм одной из поворотных точек в творчестве режиссёра, ознаменовавшей переход от ранних, намеренно усложнённых фильмов «ученического периода» к периоду первых зрелых авторских работ.
Премьера фильма состоялась 1 октября 1951 года в Швеции в кинотеатре «Рёда Кварн».

## Сюжет
Мари (Май-Бритт Нильсон) — прима-балерина стокгольмской королевской оперы. За ней ухаживает Давид Нистрём (Альф Кьеллин), но Мари держится с ним холодно. После репетиции «Лебединого озера» она обнаруживает у себя в гримёрке блокнот, который оказывается дневником Хенрика (Биргер Мальмстен), с которым она встречалась больше десяти лет назад. Из-за проблем с электропроводкой в опере репетиция прерывается, и Мари отправляется на тот остров, где она когда-то встретила Хенрика, по дороге воскрешая в памяти события своей юности.
Мари вспоминает события своей юности. Тем летом она жила на острове вместе с тётей Элизабет (Рене Бьёрлинг) и дядей (Георг Функвист) Эрландом. Влюблённый в Мари Эрланд предлагает ей сбежать вместе с ним. На острове она встречает Хенрика, молодого студента, и между ними начинается роман. Летняя идиллия закончилась трагически — Хенрик неудачно прыгнул в воду, получил тяжёлую травму и, не приходя в сознание, скончался в больнице. Присутствовавший в больничной палате Эрланд, обнаружив среди вещей Хенрика его дневник, забирает его себе (через двенадцать лет он отправит дневник Мари). Пытаясь утешить Мари, Эрланд советует ей создать «броню» — избегать в дальнейшем сильных и искренних чувств, повторно предлагает ей уехать вместе с ним, и Мари принимает его предложение.
Повидавшись с дядей Эрландом и посетив знакомые места, где она когда-то была счастлива, Мари возвращается в Стокгольм, чтобы возобновить репетицию. Её подавленное состояние замечает балетмейстер (Стиг Улин) и угадывает причину её тоски. После разговора с балетмейстером депрессия Мари заканчивается, она решает рассказать Давиду о событиях своей юности и дать прочесть ему дневник Хенрика.

## В ролях
Главные роли
| Актёр             | Роль                           |
| ----------------- | ------------------------------ |
| Май-Бритт Нильсон | Мари                           |
| Биргер Мальмстен  | Хенрик                         |
| Альф Кьеллин      | Давид Нистрём журналист        |
| Аннализа Эриксон  | Кай балерина                   |
| Георг Функвист    | дядя Эрланд                    |
| Стиг Улин         | балетмейстер                   |
| Мими Поллак       | госпожа Кальваген тётя Хенрика |
| Рене Бьёрлинг     | тётя Элизабет                  |
| Гуннар Ульссон    | священник                      |

Второстепенные роли
| Актёр                | Роль                                        |
| -------------------- | ------------------------------------------- |
| Дуглас Хоге          | Ниссе швейцар                               |
| Джон Ботвид          | Карл швейцар                                |
| Юлиа Сесар           | Майя костюмер                               |
| Карл Стрём           | Санделль                                    |
| Торстен Лилльекруна  | Пелле-блондин                               |
| Эрнст Брюнман        | капитан корабля                             |
| Улав Риего           | врач                                        |
| Фюльгиа Садиг        | медсестра                                   |
| Эскиль Эккерт-Люндин | дирижёр в театре                            |
| Эмми Альбиин         | слуга дяди Эрланда                          |
| Карл-Аксель Эльфвинг | посыльный с цветами для Мари                |
| Стен Маттссон        | моряк в лодке, спрыгнувший на берег         |
| Гёста Стрём          | Карлссон инспектор в театре                 |
| Гун Скоомберг        | дублёрша актрисы Май-Бритт Нильсон в танцах |
| Гёте Штергель        | танцор                                      |
| Марианна Шуллер      | балерина                                    |
| Моника Роегер        | балерина                                    |
| Герд Андерссон       | балерина                                    |

## История создания фильма
Фильм снят по неопубликованному рассказу «Мари» Ингмара Бергмана. В работе над сценарием ему помогал Херберт Гревениус. Съёмки проходили с апреля по июнь 1950 года. Натурные сцены снимались на острове Даларё. Павильонные съёмки пришлось перенести в киногородок под Стокгольмом, так как руководство Королевского оперного театра после ознакомления со сценарием не разрешило снимать фильм в своём здании. Из-за кризиса, охватившего шведскую киноиндустрию, премьера фильма была отложена и он вышел на экраны лишь осенью 1951 года.

## Темы
В «Летней интерлюдии» Бергман использовал мотивы, которые появятся в его дальнейших фильмах. Похожую летнюю любовную идиллию можно встретить в «Лете с Моникой», молчание Бога и утрату веры — в «Причастии». В одной из сцен Мари и Хенрик собирают ягоды на земляничной поляне. Одетая в чёрное престарелая тётя Хенрика, которой врачи поставили смертельный диагноз, играет в шахматы со священником, заявляющим, что общается с ней, «чтобы лучше понять саму Смерть» — эту сцену можно рассматривать в качестве прообраза известной шахматной партии между рыцарем и Смертью в «Седьмой печати».
Бергман рассматривал фильм как одну из поворотных точек в своём творчестве, назвав его своей первой авторской работой:

Для меня лично «Летняя игра» — один из самых важных моих фильмов, хотя кому-то он, может быть, и покажется устаревшим. Но мне он таким не кажется. Тогда я впервые обнаружил, что работаю совершенно самостоятельно, что у меня есть свой стиль, что я создал наконец собственный фильм со своим особым обликом, которого никто не повторит. Этот фильм не похож ни на чей другой. Это было мое первое по-настоящему собственное произведение. Я вдруг обнаружил, что правильно устанавливаю камеру, что добиваюсь нужных мне результатов и все соответствует тому, что я задумал.— Интервью Ингмара Бергмана 

## Критика
«Летняя интерлюдия» пользовалась успехом у шведских зрителей и была благосклонно принята местными кинокритиками. Стиг Альмквист в журнале Filmjournalen выразил восхищение режиссёрским талантом Бергмана и предсказал, что со временем он может достичь «революционных результатов» в кинематографе. Также шведские критики отметили, что «новый Бергман» практически полностью освободился от свойственного его ранним работам чрезмерного увлечения символизмом и меланхолией, которые не всегда были понятны массовому зрителю.
«Летняя интерлюдия» была включена в конкурсную программу Венецианского кинофестиваля 1951 года, но руководство Svensk Filmindustri решило отменить показ, чтобы изучить реакцию шведской аудитории. Показ состоялся в следующем году, но фильм не получил наград.
В американском прокате фильм появился в 1954 году под названием «Запретная интерлюдия» (англ. Illicid Interlude). Киноиндустрия США продолжала следовать кодексу Хейса, который сильно ограничивал свободу творчества, в частности, из-за запрета на весьма сдержанные по меркам европейского кино эротические сцены. По этой причине значительная часть европейских фильмов до середины 1960-х попадала в американский прокат через дистрибуторов, которые занимались малобюджетным эксплуатационным кино и делали в рекламе акцент на наличие в фильме эротических сцен, меняя оригинальное название и создавая соответствующие афиши. В случае с «Летней интерлюдией» дистрибутор применил ещё одно средство — в некоторые прокатные копии была добавлена снятая в США сцена с купанием в обнажённом виде. Тем не менее, фильм был замечен и положительно оценён американскими кинокритиками. Босли Краузер в своей рецензии для New York Times осудил вышеупомянутый способ продвижения фильма, отметив выдающийся художественный уровень картины: работу оператора и хорошую игру Май-Бритт Нильсон, которой удалось с большой достоверностью воплотить на экране образ беззаботной 15-летней девушки и подавленной 28-летней женщины.
Во Франции «Летняя интерлюдия» появилась лишь в 1958 году, когда демонстрировалась в рамках ретроспективного показа работ Ингмара Бергмана во французской синематеке. Несмотря на то, что к этому моменту появились поздние фильмы, которые принесли Бергману международную известность («Улыбки летней ночи», «Лето с Моникой», «Седьмая печать» и «Земляничная поляна»), Жан-Люк Годар в своей статье для Cahiers du cinéma уделил «Летней интерлюдии» особое внимание, назвав её «прекраснейшим из фильмов».